# London by Night
London by Night — восьмой студийный альбом американской певицы Джули Лондон, выпущенный в 1958 году на лейбле Liberty Records. Продюсером альбома выступил Бобби Труп, аккомпанировал певице оркестр под управлением Пита Кинга.

## Список композиций
| №  | Название                  | Автор(ы)                                    | Длительность |
| -- | ------------------------- | ------------------------------------------- | ------------ |
| 1. | «Well, Sir»               | Бобби Труп, Джон Леманн                     | 3:09         |
| 2. | «That’s for Me»           | Ричард Роджерс, Оскар Хаммерстайн II        | 2:26         |
| 3. | «Mad About the Boy»       | Ноэл Кауард                                 | 2:11         |
| 4. | «In the Middle of a Kiss» | Сэм Кослоу                                  | 2:19         |
| 5. | «Just the Way I Am»       | Бобби Труп                                  | 2:43         |
| 6. | «My Man’s Gone Now»       | Джордж Гершвин, Айра Гершвин, Дюбоз Хейуорд | 3:50         |

| №                   | Название                         | Автор(ы)                                   | Длительность |
| ------------------- | -------------------------------- | ------------------------------------------ | ------------ |
| 1.                  | «Something I Dreamed Last Night» | Сэмми Фейн, Джек Йеллен, Герберт Мэджидсон | 2:36         |
| 2.                  | «Pousse Cafe»                    | Эрл Хаген, Герберт Спенсер                 | 2:53         |
| 3.                  | «Nobody’s Heart»                 | Ричард Роджерс, Лоренц Харт                | 2:20         |
| 4.                  | «The Exciting Life»              | Эрл Хаген, Герберт Спенсер                 | 2:31         |
| 5.                  | «That Old Feeling»               | Сэмми Фейн, Лью Браун                      | 2:29         |
| 6.                  | «Cloudy Morning»                 | Марвин Фишер, Джозеф Маккарти              | 2:13         |
| Общая длительность: | Общая длительность:              | Общая длительность:                        | 31:40        |

## Участники записи
- Джули Лондон — вокал
- Говард Робертс — гитара
- Эл Виола — гитара
- Ред Каллендер — контрабас
- Феликс Слаткин — скрипка
- Элеонора Слаткин — виолончель
- Пит Кинг — аранжировщик